# Odeya Rush
Odeya Rushinek (Haifa; 12 de mayo de 1997), más conocida como Odeya Rush, es una actriz y modelo israelí. Es conocida por sus papeles principales en las películas The Giver (2014) y Goosebumps (2015).

## Primeros años
Es hija de Shlomo Rushinek y Maia Greenfeld. Su nombre, "Odeya", significa "Gracias a Dios" en hebreo. A la edad de 8 años, comenzó a escribir y a interpretar papeles en obras de teatro en su ciudad natal.
Su familia se mudó a los Estados Unidos cuando tenía nueve años para que su padre pudiera tomar un trabajo como consultor de seguridad en Alabama. Al llegar a los Estados Unidos, Rush sólo sabía hablar en hebreo. Asistió a la escuela judía  N.E. Miles Jewish Day School en Birmingham (Alabama), donde vivía. Más tarde, se trasladó a Midland Park, Nueva Jersey, donde asistió a la escuela pública.
A comienzos del 2013, Rush se trasladó a Los Ángeles, California junto a su familia. Rush tiene seis hermanos. Cuatro de ellos son más jóvenes que ella, dos gemelos que viven con sus padres en Los Ángeles y dos hermanos mayores que viven en Israel.

## Carrera profesional

### Modelo
Antes de iniciar su carrera como actriz, Rush comenzó modelando en su infancia y también en su adolescencia cuando fue descubierta en los Estados Unidos, fue una de las imágenes principales de campañas y publicidades de varias marcas importantes de moda como Ralph Lauren Corporation, Gap, Tommy Hilfiger y Guess?.

### Actriz

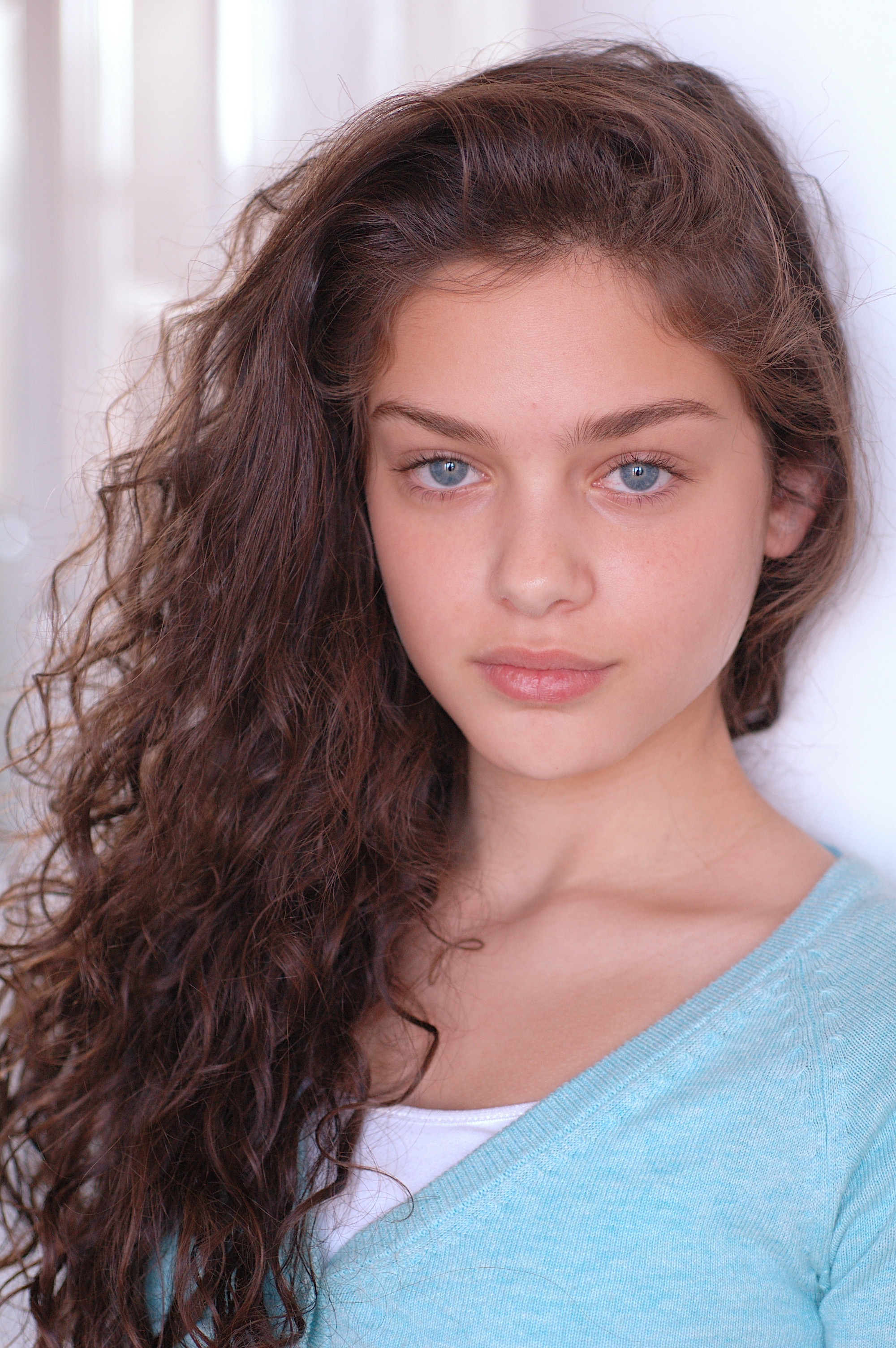
Rush en 2011.

Odeya Rush obtuvo su primer trabajo como actriz en el 2010 en la serie Law & Order: Special Victims Unit, en el episodio "Branded", en la que interpretó el papel de Hannah Milner; y en la serie de televisión Curb Your Enthusiasm en el episodio "Mister Softee", como Emily.
Su primer papel en el cine fue en 2012, interpretando a Joni Jerome, la mejor amiga de Timothy (CJ Adams), en la película de Disney, The Odd Life of Timothy Green dirigida por Peter Hedges.
En 2013, Rush fue nombrada como una de las 20 actrices más jóvenes y prometedoras de Hollywood menores de 20 años por la cadena de televisión The Midwest TV Guys.
Odeya fue una de las coprotagonista en la película de ciencia ficción The Giver, donde interpretó a Fiona, está basado en la novela de 1993 del mismo nombre de Lois Lowry, y fue dirigida por Phillip Noyce. La película también está protagonizada por Brenton Thwaites, Jeff Bridges, Meryl Streep, Katie Holmes, Alexander Skarsgard y Taylor Swift. En 2014, Rush fue una de las dos actrices israelíes, junto con Gal Gadot, en ser nombradas como las nuevas actrices principales de Hollywood por la revista InStyle.
En 2015, Odeya interpretó el papel de Ashley Burwood, sobrina de Johana Burwood (Sarah Hyland), en la película cómica See You in Valhalla. Más tarde, fue la protagonista femenina de la película Goosebumps, basado la popular serie de novelas de R.L. Stine. En ella realizó el papel de Hannah Stine, la hija de R.L. Stine (Jack Black), y el interés amoroso de Zac (Dylan Minnette), su vecino, a quien se une para luchar contra los monstruos.
En 2016, Rush terminó de rodar  la comedia satírica Dear Dictator, en la que actuó junto a Michael Caine y Katie Holmes. Ese mismo año, fue fichada para personificar a Ella Hatto, junto a Sam Worthington, en la película de acción y suspenso Hunter's Prayer dirigida por Jonathan Mostow.

## Filmografía

### Cine
| Año  | Película                      | Personaje         | Notas                                                       |
| ---- | ----------------------------- | ----------------- | ----------------------------------------------------------- |
| 2011 | Wild Birds                    | Beth              | Cortometraje                                                |
| 2012 | The Odd Life of Timothy Green | Joni Jerome       | Coprotagonista                                              |
| 2013 | We Are What We Are            | Alyce Parker      | Personaje secundario                                        |
| 2013 | Sticks & Stones               | Sam               | Cortometraje                                                |
| 2014 | The Giver                     | Fiona             | Personaje principal                                         |
| 2014 | Little Girl Blue              | Sophie            | Cortometraje                                                |
| 2015 | Goosebumps                    | Hannah Fairchild  | Personaje principal                                         |
| 2015 | See You in Valhalla           | Ashley Burwood    | Coprotagonista                                              |
| 2016 | Thanks                        | Mady              | Cortometraje/También como directora, guionista y productora |
| 2016 | Almost Friends                | Amber             | Personaje principal                                         |
| 2017 | The Hunter's Prayer           | Ella Hatto        | Coprotagonista                                              |
| 2017 | The Bachelors                 | Lacy Westman      | Personaje principal                                         |
| 2017 | Lady Bird                     | Jenna Walton      | Personaje secundario                                        |
| 2017 | When the Devil Comes          | Kyra              | Personaje secundario                                        |
| 2018 | Spinning Man                  | Joyce Booner      | Personaje secundario                                        |
| 2018 | Dear Dictator                 | Tatiana Mills     | Personaje principal                                         |
| 2018 | Mitzvote                      | Simone            | Cortometraje                                                |
| 2018 | Dumplin'                      | Ellen "El" Dryver | Coprotagonista                                              |
| 2019 | Let It Snow                   | Addie             | Coprotagonista                                              |
| 2020 | Pink Skies Ahead              | Stephanie         | Personaje secundario                                        |
| 2022 | Umma                          | River             | Personaje secundario                                        |
| 2022 | Cha Cha Real Smooth           | Macy              | Personaje secundario                                        |
| 2023 | Dangerous Waters              | Rose              | Personaje principal                                         |

### Televisión
| Año  | Título                            | Personaje     | Notas                                     |
| ---- | --------------------------------- | ------------- | ----------------------------------------- |
| 2010 | Law & Order: Special Victims Unit | Hannah Milner | "Branded" (Temporada 12, Episodio 6)      |
| 2011 | Curb Your Enthusiasm              | Emily         | "Mister Softee" (Temporada 8, Episodio 9) |
| 2021 | Baalat HaChalomot                 | Nur           | Personaje principal                       |

## Premios y nominaciones
| Lista de premios y nominaciones | Lista de premios y nominaciones             | Lista de premios y nominaciones                                  | Lista de premios y nominaciones | Lista de premios y nominaciones | Lista de premios y nominaciones | Lista de premios y nominaciones |
| Año                             | Organización                                | Categoría                                                        | Trabajo                         | Resultado                       | Ref(s)                          |                                 |
| ------------------------------- | ------------------------------------------- | ---------------------------------------------------------------- | ------------------------------- | ------------------------------- | ------------------------------- | ------------------------------- |
| 2012                            | The Chambie Awards                          | Mejor Actriz                                                     | The Odd Life of Timothy Green   | Nominada                        | [ 18 ]                          |                                 |
| 2013                            | Young Artist Award                          | Mejor Actuación en una Película - Actriz Principal Joven         | The Odd Life of Timothy Green   | Nominada                        | [ 19 ]                          |                                 |
| 2013                            | The Chambie Awards                          | Mejor Actriz                                                     | We Are What We Are              | Nominada                        | [ 18 ]                          |                                 |
| 2014                            | Teen Choice Awards                          | Estrella Revelación                                              | The Giver                       | Ganadora                        | [ 19 ]                          |                                 |
| 2014                            | The Chambie Awards                          | Mejor Actriz                                                     | The Giver                       | Nominada                        | [ 18 ]                          |                                 |
| 2016                            | Young Artist Award                          | Mejor Actuación en una Película - Actriz Principal Joven (13-21) | Goosebumps                      | Nominada                        | [ 19 ]                          |                                 |
| 2017                            | Detroit Film Critics Society Awards         | Mejor Reparto (compartido con el elenco principal de Lady Bird)  | Lady Bird                       | Nominada                        | [ 20 ]                          |                                 |
| 2017                            | San Diego Film Critics Society Awards       | Mejor Reparto (compartido con el elenco principal de Lady Bird)  | Lady Bird                       | Nominada                        | [ 21 ]                          |                                 |
| 2017                            | Seattle Film Critics Society Awards         | Mejor Reparto (compartido con el elenco principal de Lady Bird)  | Lady Bird                       | Nominada                        | [ 22 ]                          |                                 |
| 2017                            | Online Film Critics Society Awards          | Mejor Reparto (compartido con el elenco principal de Lady Bird)  | Lady Bird                       | Nominada                        | [ 23 ]                          |                                 |
| 2017                            | Florida Film Critics Circle Awards          | Mejor Reparto (compartido con el elenco principal de Lady Bird)  | Lady Bird                       | Nominada                        | [ 24 ]                          |                                 |
| 2017                            | Awards Circuit Community Awards             | Mejor Reparto (compartido con el elenco principal de Lady Bird)  | Lady Bird                       | Ganadora                        | [ 25 ]                          |                                 |
| 2017                            | Online Film & Television Association Awards | Mejor Reparto (compartido con el elenco principal de Lady Bird)  | Lady Bird                       | Nominada                        | [ 26 ]                          |                                 |
| 2018                            | Critics' Choice Movie Awards                | Mejor Reparto (compartido con el elenco principal de Lady Bird)  | Lady Bird                       | Nominada                        | [ 27 ]                          |                                 |
| 2018                            | Georgia Film Critics Association Awards     | Mejor Reparto (compartido con el elenco principal de Lady Bird)  | Lady Bird                       | Nominada                        | [ 28 ]                          |                                 |
| 2018                            | Screen Actors Guild Awards                  | Mejor Reparto (compartido con el elenco principal de Lady Bird)  | Lady Bird                       | Nominada                        | [ 29 ]                          |                                 |
| 2018                            | Gold Derby Awards                           | Mejor Reparto (compartido con el elenco principal de Lady Bird)  | Lady Bird                       | Nominada                        | [ 30 ]                          |                                 |